# Dieter Schleip
Dieter Schleip (* 6. Februar 1962 in Aachen) ist ein deutscher Musiker und Komponist. Neben seiner Aktivität bei Film und Fernsehen, produziert er zusammen mit dem Komponisten Giovanni Berg unter dem Namen Schrotthagen Technomusik.

## Leben
Dieter Schleip absolvierte seine Schulzeit bis 1978 in Aachen und begann eine technische Ausbildung. Um seinen Zivildienst abzuleisten, zog Schleip 1987 nach München, wo er bis heute wohnt. Neben der Musik ist Schleip leidenschaftlicher Filmliebhaber. Er ist Gründungsmitglied des Aachener Filmhauses, wo er auch zum ersten Mal Filmmusik kreierte.

## Musikalischer Werdegang
Dieter Schleip begann auf der Orgel seines Vaters und der Wandergitarre seiner großen Schwester zu musizieren. Als Jugendlicher war er Gitarrist und Keyboarder in verschiedenen Punkbands, zum Beispiel Catch 22. Mit zunehmendem Alter widmete sich Schleip immer mehr der Filmmusik. Während seines Zivildienstes versuchte er Kontakte zu Studenten der HFF herzustellen. In dieser Zeit lernte er den damaligen Studenten Martin Enlen kennen, für dessen Abschlussfilm er die Musik schrieb. In der Folge komponierte Schleip mit zunehmendem Erfolg auch für andere Fernseh- und Kinofilme die Musik, vor allem für die Regisseure Martin Enlen, Jobst Oetzmann, Vivian Naefe, Torsten C. Fischer, Thomas Berger und Dominik Graf. 1996 und 1997 war Schleip Stipendiat der Filmwerkstatt Essen für den European Film Music Composition Workshop und seit dieser Zeit immer häufiger als Dozent tätig. So war Schleip bei der 7. internationalen Sommerakademie für Film, Fernsehen und Musik im Sommer 2001 in München Seminarleiter, übernahm im Wintersemester 2005 einen Lehrauftrag für die Filmmusikklasse von Enjott Schneider an der Musikhochschule München und hielt ein Seminar an der Hochschule für Film und Fernsehen „Konrad Wolf“ Potsdam in der Klasse von Ulrich Reuter. Für die 2006 gegründete IFFMA (Internationale Film-Fernseh- und Musik Akademie) ist Schleip Leiter des sechsmonatigen Studiengangs Filmmusik.

## Preise und Auszeichnungen
Schleip gewann 2000 und 2003 den Deutschen Fernsehpreis in der Kategorie Beste Musik und 2001, 2002 und 2007 den Preis der deutschen Filmkritik in der Kategorie Beste Kinomusik. 2009 erhielt er den Filmmusikpreis beim Filmfestival Max Ophüls Preis für So glücklich war ich noch nie. 2010 wurde er für die Musik zu Kommissar Süden und der Luftgitarrist mit dem Adolf-Grimme-Preis ausgezeichnet. 2014 gewann er den  Deutschen Filmmusikpreis in der Kategorie Beste Musik im Film für die Musik von Seegrund. Ein Kluftinger Krimi.

## Filmografie (Auswahl)
- 1995: Wer Kollegen hat, braucht keine Feinde
- 1996: Roula – Dunkle Geheimnisse
- 1997: Die Konkurrentin (Fernsehfilm)
- 1998: 2 Männer, 2 Frauen – 4 Probleme!?
- 1998: Andrea und Marie
- 1998–2015: Tatort (Fernsehreihe)
  - 1998:  Schwarzer Advent
  - 1999:  Das Glockenbachgeheimnis
  - 2000:  Kleine Diebe
  - 2001:  Im freien Fall
  - 2002:  1000 Tode
  - 2003:  Der Schächter
  - 2004:  Vorstadtballade
  - 2005:  Tod auf der Walz
  - 2006:  Das verlorene Kind
  - 2006:  Pechmarie
  - 2007:  A gmahde Wiesn
  - 2007:  Bevor es dunkel wird
  - 2009:  Wir sind die Guten
  - 2010:  Die Heilige
  - 2015:  LU
- 1999: Der Hurenstreik – Eine Liebe auf St. Pauli
- 2000–2012: Bella Block (Fernsehserie)
  - 2000:  Am Ende der Lüge
  - 2012:  Unter den Linden
- 2001: Die Einsamkeit der Krokodile
- 2001: Der Liebe entgegen
- 2002: Der Felsen
- 2003: Gefährliche Gefühle
- 2003: Liegen lernen
- 2003: So schnell du kannst
- 2003: Katzenzungen
- 2003–2007: Kommissarin Lucas (Fernsehserie)
  - 2003: Die blaue Blume
  - 2004: Vergangene Sünden
  - 2004: Vertrauen bis zuletzt
  - 2006: Das Verhör
  - 2006: Skizze einer Toten
  - 2006: German Angst
  - 2007: Das Totenschiff
- 2004: Der weiße Afrikaner
- 2004: Drechslers zweite Chance
- 2005: Ein Kuckuckskind der Liebe
- 2005: Einmal so wie ich will
- 2006: Der Rote Kakadu
- 2006: Der Tote am Strand
- 2006: Hunde haben kurze Beine
- 2006: Schuld und Rache
- 2006: Ausländer ohne Grund
- 2007: Polizeiruf 110: Dunkler Sommer
- 2007: Die Hochstapler
- 2008: Don Quichote: Gib niemals auf!
- 2008: 2er ohne
- 2008: Wir sind das Volk – Liebe kennt keine Grenzen
- 2008: Kommissar Süden und der Luftgitarrist
- 2008: Marie Brand und der Charme des Bösen
- 2009: Ein Dorf schweigt
- 2009: So glücklich war ich noch nie
- 2010: Das Geheimnis in Siebenbürgen
- 2010: Der letzte Angestellte
- 2011: Der kalte Himmel
- 2011: Ein starkes Team – Am Abgrund
- 2012: Das Millionen Rennen
- 2012: Milchgeld. Ein Kluftingerkrimi
- 2012: Kaddisch für einen Freund
- 2012: Mittlere Reife
- 2013: Tod an der Ostsee
- 2014: Wilsberg (Fernsehserie)
  -  Mundtot
  -  Nackt im Netz
- 2015: Unsichtbare Jahre
- 2015: Zweimal lebenslänglich
- 2015: Über den Tag hinaus
- 2017: Einmal bitte alles
- 2017: Ich war eine glückliche Frau
- 2021: Die Luft, die wir atmen (Fernsehfilm)